# Alessandra Buschi
Alessandra Buschi (Grosseto, 25 febbraio 1963) è una scrittrice e poeta italiana.

## Biografia
Ha esordito nel 1986, quando Pier Vittorio Tondelli inserì il suo racconto Di qualche giorno nell'antologia Giovani blues, facente parte del progetto "Under 25". Ha partecipato a numerose altre antologie, fra cui Streghe a fuoco a cura di Joyce Lussu (1993), Racconta 2 (1993) e Raccontare Trieste (1999); nel 1999 ha pubblicato una propria raccolta di racconti, Se fossi Vera, finalista del premio dedicato a Lucio Mastronardi di Vigevano. In seguito ha pubblicato numerose opere, tra cui Il libro che mi è rimasto in mente e Cruciverba, e le raccolte di poesie Materie d'esame e Parole salvate.
Il libro con cui ha esordito è stato Dire Fare Baciare, pubblicato nel 1990. La prosa di Buschi viene descritta come costituita da piccoli eventi della quotidianità in grado di narrare le vicende drammatiche della vita.
Per la poesia ha vinto il premio "Volpini - Città di Senigallia"; per la narrativa per ragazzi il "Premio Dickens" con il romanzo Oscar & Oscar.
Nata a Grosseto, attualmente vive a Pesaro; collabora con case editrici come editor e curatrice di collana e diversi siti internet. Ha una formazione come counsellor e la specializzazione in disturbi di apprendimento e problematiche socio educative.
Varie sue opere pittoriche sono state esposte in mostre personali e collettive.
Si occupa anche di teatro.

## Opere
- Disperantamente amore, Ventura Edizioni, 2025, ISBN 9791281388246.
- Il re sporcaccione e altre storie, Le Mezzelane Casa Editrice, 2020, ISBN 9788833284460.
- Parole salvate. Intervista poetica, Le Mezzelane Casa Editrice, 2018, ISBN 978-88-3328-019-6.
- Materie d'esame, Ass. Culturale Il Foglio, 2009, ISBN 978-88-7606-214-8.
- Oscar & Oscar, ed. EdiGiò, 2013, ISBN 978-88-6205-511-6.
- Essere felici. Come, se e perché, ed. Liberamente, 2009, ISBN 978-88-6311-054-8.
- Test d'intelligenza e quoziente intellettivo, Roma, Casa Editrice Barbèra, 2014, ISBN 978-88-7899-688-5.
- L'interpretazione dei sogni, ed. Liberamente, 2011, ISBN 978-88-6311-279-5.
- L'intelligenza. I test. Il quoziente intellettivo, ed. Liberamente, 2008, ISBN 978-88-6311-045-6.
- Manuale pratico per interpretare i sogni, ed. Liberamente, 2008, ISBN 978-88-6311-030-2.
- Cruciverba, ed. Fernandel, 2004, ISBN 978-88-87433-42-5.
- La terra e le stagioni. Il «modello marchigiano» nella letteratura contemporanea, con Enrico Capodaglio, ed. Fernandel, a cura di Alfio Albani, 2003, ISBN 978-88-87433-37-1.
- Il libro che mi è rimasto in mente, ed. Fernandel, 2000, ISBN 978-88-87433-16-6.
- Se fossi vera, ed. Fernandel, 1999, ISBN 978-88-8743-305-0.
- Dire fare baciare, ed. Il lavoro editoriale, 1990, ISBN 978-88-7663-150-4.[5]